# NGC 4038
NGC 4038 é uma galáxia espiral localizada a cerca de sessenta e cinco milhões de anos-luz de distância na direção da constelação do Corvo. Possui uma magnitude aparente de  ~10,1, uma declinação de -18º 52' 03" e uma ascensão reta de 12 horas, 01 minutos e 53,0s.
A galáxia NGC 4038 foi descoberta em 7 de Fevereiro de 1785 por William Herschel.

## Interação com NGC 4039
As galáxias NGC 4038 e NGC 4039 são um par de galáxias espirais em colisão, mais conhecido como Galáxias da Antena, ou Galáxia Antenas, por juntas serem parecidas com antenas de insetos. Elas estão situadas a cerca de 65 milhões de anos-luz de distância da Terra. Seus núcleos estão se juntando para formar uma galáxia gigante.   